# Seis días de Aguascalientes
Los Seis días de Aguascalientes fue una carrera de ciclismo en pista, de la modalidad de seis días, que se corrió en Aguascalientes (México). Su primera edición data de 2001 y duró hasta 2007, disputándose cuatro ediciones.

## Palmarés
| Año       | Ganadores                               | Segundos                            | Terceros                             |
| --------- | --------------------------------------- | ----------------------------------- | ------------------------------------ |
| 2001      | Matthew Gilmore Scott McGrory           | Giovanni Lombardi Marco Villa       | Jimmy Hansen Luis Fernando Macías    |
| 2002      | Giovanni Lombardi Juan José de la Rosa  | Edgardo Simón Juan Curuchet         | Luis Fernando Macías Franco Marvulli |
| 2003-2005 | ediciones no realizadas                 |                                     |                                      |
| 2006      | Luis Macías Franco Marvulli             | Juan José de la Rosa Marco Villa    | Giuseppe Atzeni Angelo Ciccone       |
| 2007      | Marco Antonio Arriagada Antonio Cabrera | David Muntaner Antonio Miguel Parra | Martin Gilbert Ryan McKenzie         |